# Skocznie narciarskie na Kalatówkach
Skocznie narciarskie na Kalatówkach – nieistniejący obecnie zespół skoczni narciarskich, położonych na polanie Kalatówki (Tatry Zachodnie).
Pierwsza ze skoczni powstała w 1910 roku – był to drugi (po Sławsku) tego typu obiekt na ziemiach polskich, a pierwszy w Tatrach. W tym samym roku odbyły się tu pierwsze zawody. Trzy lata później wybudowano drugą skocznię. Powstała ona z inicjatywy krakowskiego Akademickiego Związku Sportowego, a jej projektantem był lwowianin, Leopold Worosz. Na tym obiekcie, podczas zawodów rozegranych w dniach od 31 stycznia do 2 lutego 1914 roku Jan Jarzyna pobił ówczesny rekord Galicji w długości skoku, skacząc na odległość 15 metrów. Ostatni z obiektów wybudowano w 1917 roku z inicjatywy Jana Gwalberta Pawlikowskiego. Prowizoryczna konstrukcja usytuowana była w rejonie Suchego Żlebu, poniżej Przełęczy Białego.